# Epimelitta debilis
Epimelitta debilis là một loài bọ cánh cứng trong họ Cerambycidae.